# Municipio di Hobart
Il Municipio di Hobart (in inglese: Hobart Town Hall) è un edificio storico, sede municipale della città di Hobart in Australia. 

## Storia
L'edificio venne eretto tra il 1864 e il 1866 secondo il progetto dell'architetto Henry Hunter. La prima pietra venne posata il 14 aprile 1864.
Nel 1925 il porticato prospiciente l'ingresso, che si era notevolmente degradato, venne dichiarato non sicuro e quindi sottoposto a importanti opere di ristrutturazione.

## Descrizione
Il palazzo, di stile italianeggiante, è liberamente ispirato al Palazzo Farnese di Roma. Gli interni includono un elegante salone da ballo.

## Galleria d'immagini

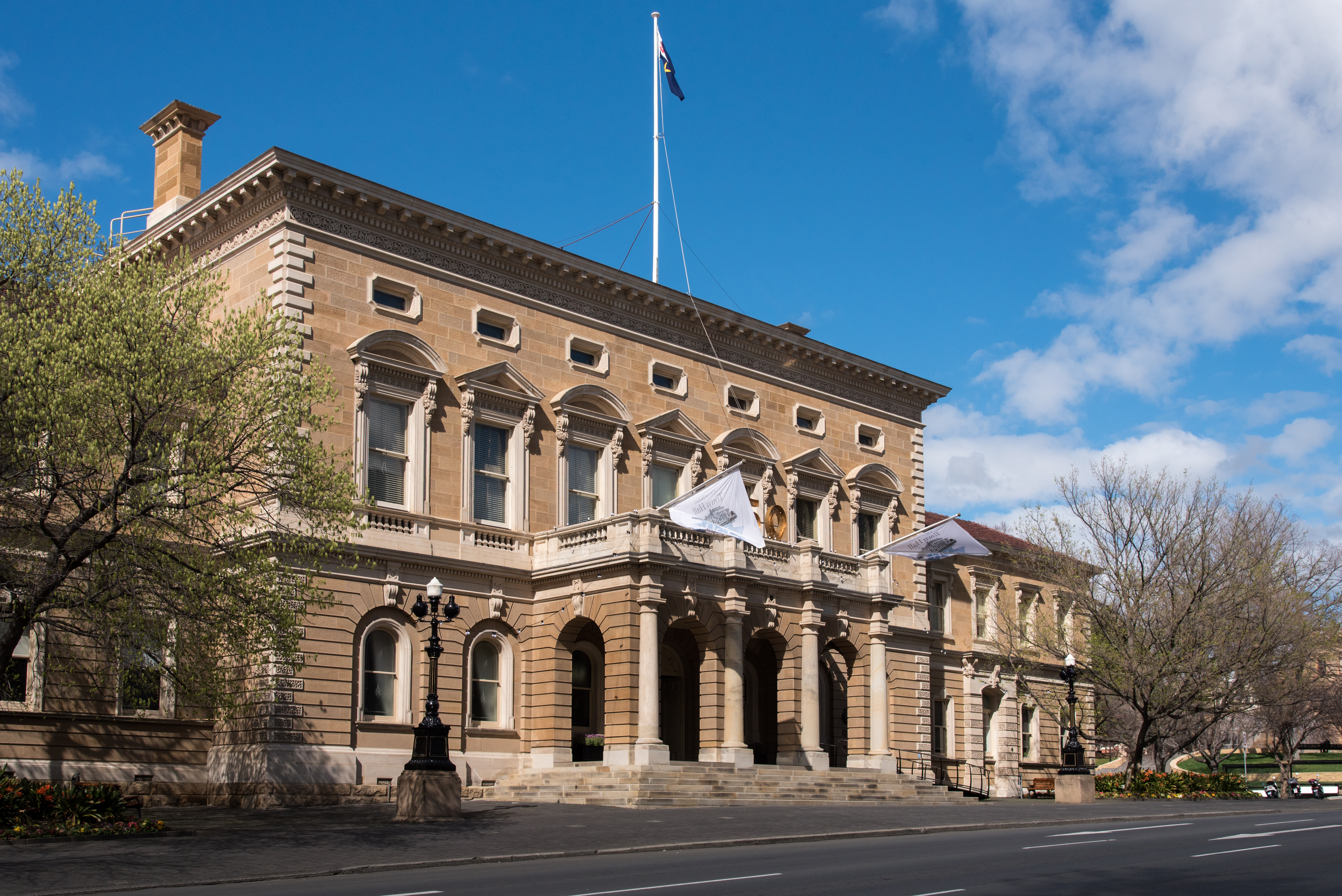
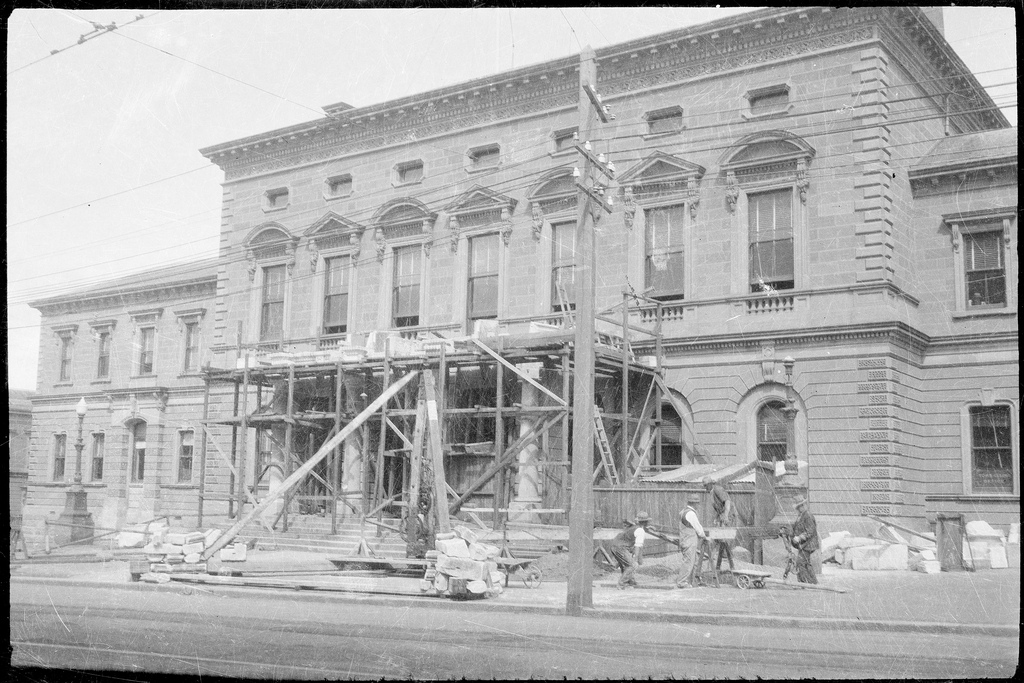
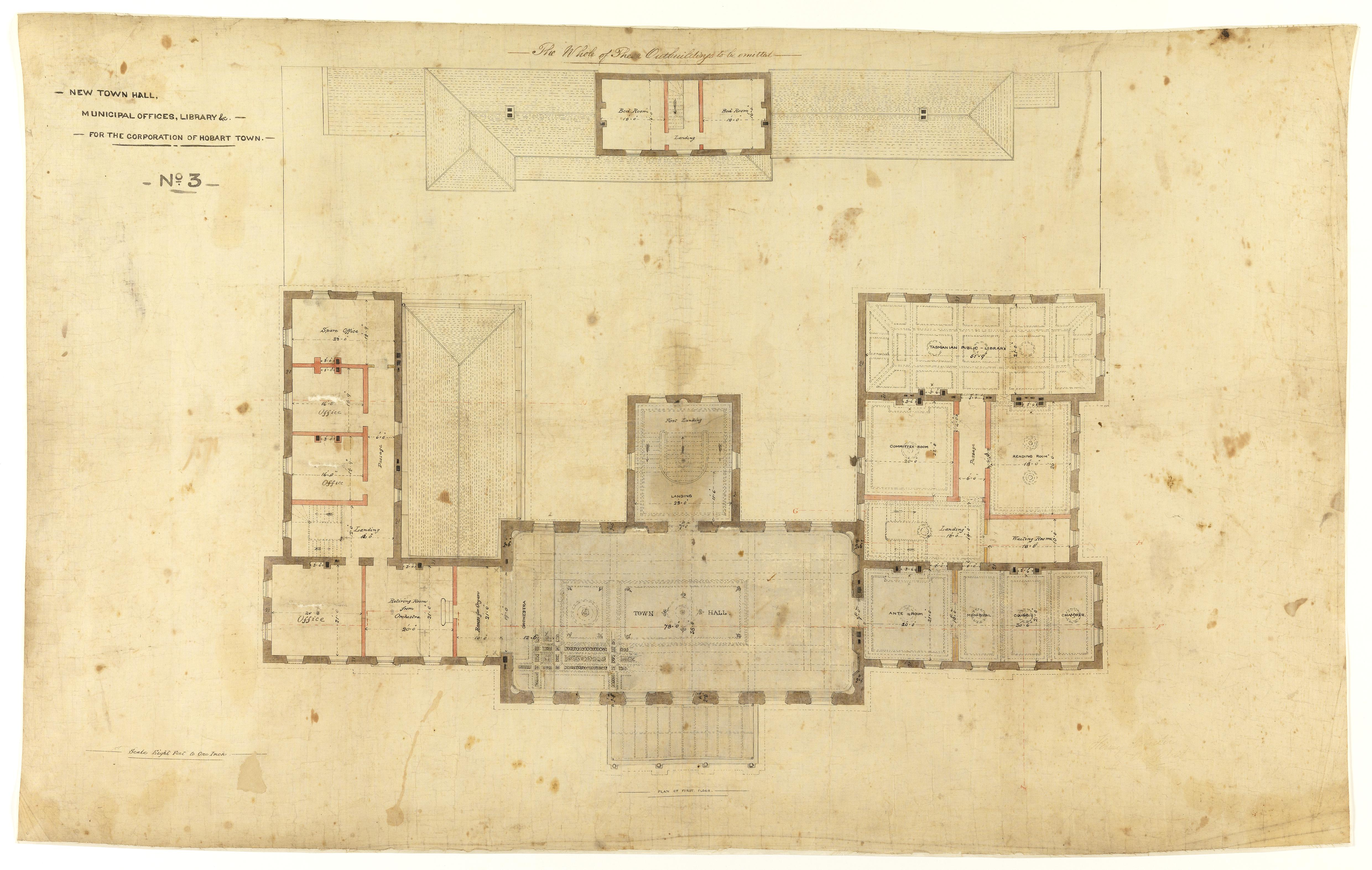